# 旁岔泉 (科罗拉多州)
旁岔泉（英語：Poncha Springs），是美国科罗拉多州查菲县下属的一座城市。建市于1880年12月16日，面积大约为2.715平方英里（7.031平方公里）。根据2010年美国人口普查，该市有人口737人。2011年估计该市有人口742人，相比2010年人口增长率为0.68%。同时，论人口该市是科罗拉多州第165大城市。